# USA 193
USA 193, gestartet mit der Missionsbezeichnung NRO Launch 21 (NRO-L 21, NROL-21, L-21), war ein US-amerikanischer experimenteller Spionagesatellit. Der Satellit, dessen genaue Funktion geheim gehalten wird, gehörte dem National Reconnaissance Office. Wahrscheinlich war er ein Nachfolger der Lacrosse-Synthetic-Aperture-Radar-Satelliten. Der Satellit erlangte besondere Bekanntheit, weil er im Februar 2008 durch eine US-Flugabwehrrakete des Typs Standard Missile 3 (SM-3) gezielt zerstört wurde, die von dem auf Pearl Harbor stationierten Kreuzer Lake Erie gestartet wurde.

## Mission
NROL-21 startete am 14. Dezember 2006 von der Vandenberg Air Force Base auf einer Delta-7920-Rakete ins All. Der Start war die erste Mission, die von der kurz zuvor gebildeten United Launch Alliance durchgeführt wurde. Die Masse des Satelliten betrug 2270 kg. Nach dem Erreichen der Umlaufbahn zwischen 354 km und 376 km Höhe mit 58,5° Inklination erhielt der Satellit die Bezeichnung USA 193, eine generische Bezeichnung militärischer Satelliten der Vereinigten Staaten. Der Bodenkontakt zum Satelliten ging innerhalb von Stunden nach der Freisetzung im All verloren. Amateur-Teleskopaufnahmen lassen den Schluss zu, dass sich der Solarzellenausleger nicht entfaltete und der Satellit somit keine Stromversorgung besaß. Durch den Ausfall der Energieversorgung versagte auch die Temperaturkontrolle, so dass wahrscheinlich der Hydrazin-Treibstoff gefror.

## Orbitverringerung
Im Januar 2008 wurde in der Presse bekannt, dass ein nicht näher genannter Spionagesatellit in wenigen Wochen seinen Orbit verlassen und auf die Erde stürzen werde. Amateurbeobachter, die USA 193 seit seinem Start beobachteten, bestätigten die kontinuierliche Abnahme der Bahnhöhe. Dies wurde wenig später offiziell bestätigt und USA 193 als fraglicher Satellit benannt. Bis zum 11. Februar 2008 hatte sich seine Bahnhöhe bei einer Sinkrate von etwa 0,7 km/Tag um 100 km auf 255 km × 268 km bei 58,48° Inklination verringert. Durch die erhöhte Abbremsung in der Erdatmosphäre wäre die Sinkrate deutlich gestiegen und hätte spätestens im März 2008 zu einem Absturz geführt.
Verschiedene Medien berichteten über gefährliche Stoffe, die sich an Bord des Satelliten befinden könnten. Insbesondere die Gefährdung durch das Hydrazin des Antriebssystems sowie eventuell durch vorhandenes Beryllium wurden genannt.
Spekulationen über eine nukleare Energieversorgung zum Beispiel durch einen Radioisotopengenerator wurden in der Presse verbreitet, jedoch von Fachleuten als unwahrscheinlich eingestuft. Ein Sprecher des National Security Council bestätigte, dass sich kein radioaktives Material an Bord des Satelliten befinde.

## Abschuss

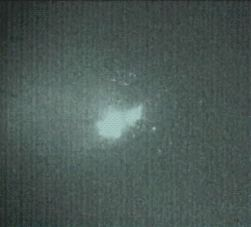
Trümmer und Feuerball nach der Kollision der SM-3-Rakete mit USA 193 (Teleskopaufnahme)

Nachdem bereits zuvor Berichte über Pläne zum Abschuss des Satelliten zirkulierten, wurde am 14. Februar 2008 bekanntgegeben, dass der Satellit kurz vor dem Wiedereintritt in die Erdatmosphäre mit einer Anti-Satelliten-Rakete zerstört werden sollte, um eine Gefährdung der Bevölkerung durch die zirka 500 kg gefrorenes Hydrazin zu verhindern. Das gefrorene Hydrazin hätte möglicherweise den Treibstofftank des Satelliten stabilisiert und so den Wiedereintritt in die Erdatmosphäre überstanden. Der Plan sah vor, eine Flugabwehrrakete vom Typ SM-3 vom Lenkwaffenkreuzer Lake Erie zu starten, die den Satelliten durch einen Rammstoß vernichten sollte. Der Abschuss hatte nach Angaben offizieller Stellen nicht – wie spekuliert wurde – den Zweck, zu verhindern, dass geheime Technik in die Hände anderer Staaten fallen könnte. Auch sei der Abschuss keine Antwort auf einen chinesischen Anti-Satelliten-Test im Jahre 2007. Der Satellit wurde am 21. Februar 2008 um 03:26 Uhr UTC erfolgreich durch eine US-Abfangrakete in einem Abschussgebiet nördlich von Hawaii in einer Höhe von 247 Kilometern zerstört. Radar- und Bahndaten für den Abschuss lieferten die beiden Zerstörer Russell und Decatur.
Keines der Trümmerteile war größer als ein Football. Das letzte bekannte Objekt von USA 193 verglühte am 9. Oktober 2008.

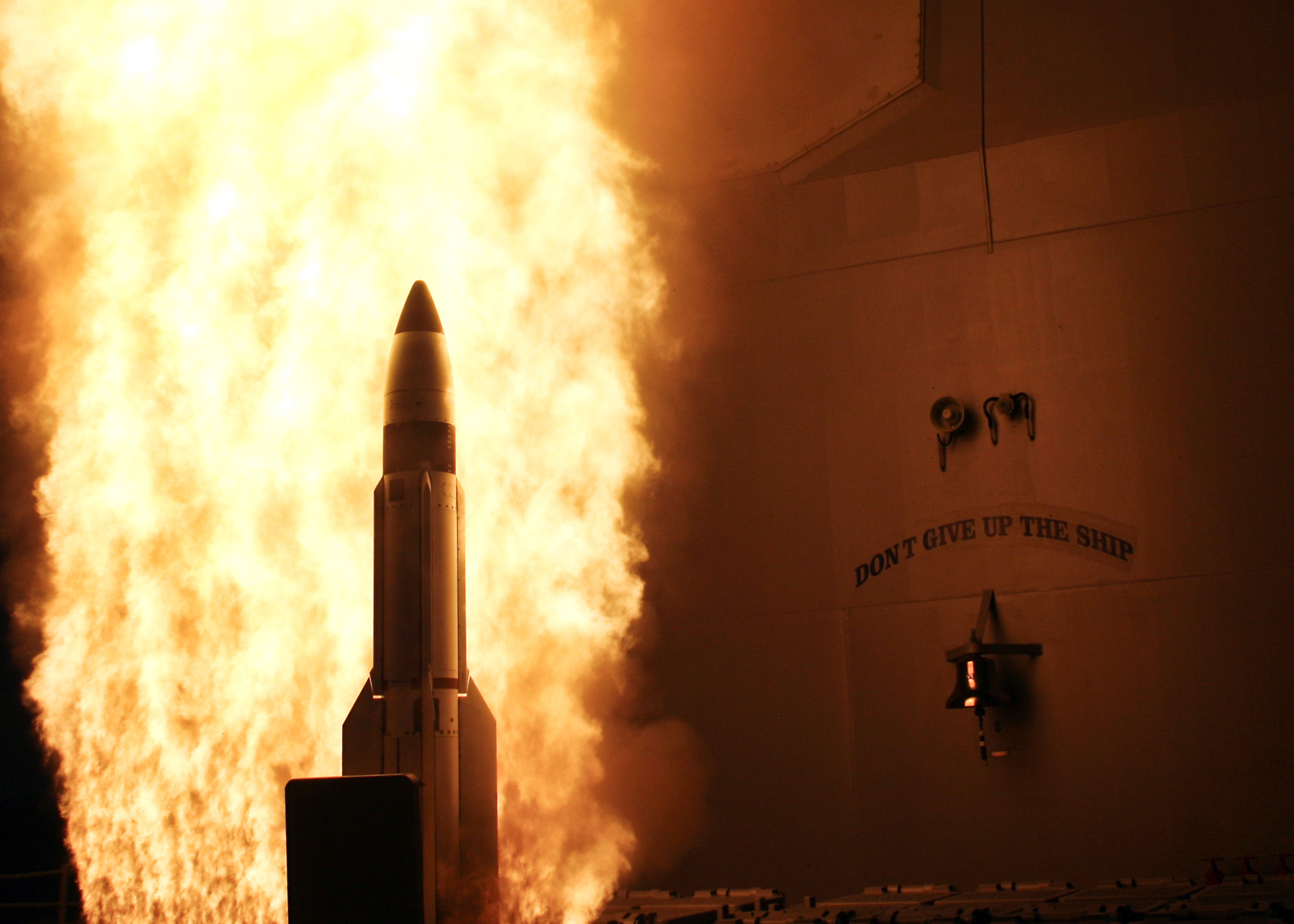
Start der SM-3 an Bord des Lenkwaffenkreuzers USS Lake Erie (CG-70) zur Zerstörung von USA 193
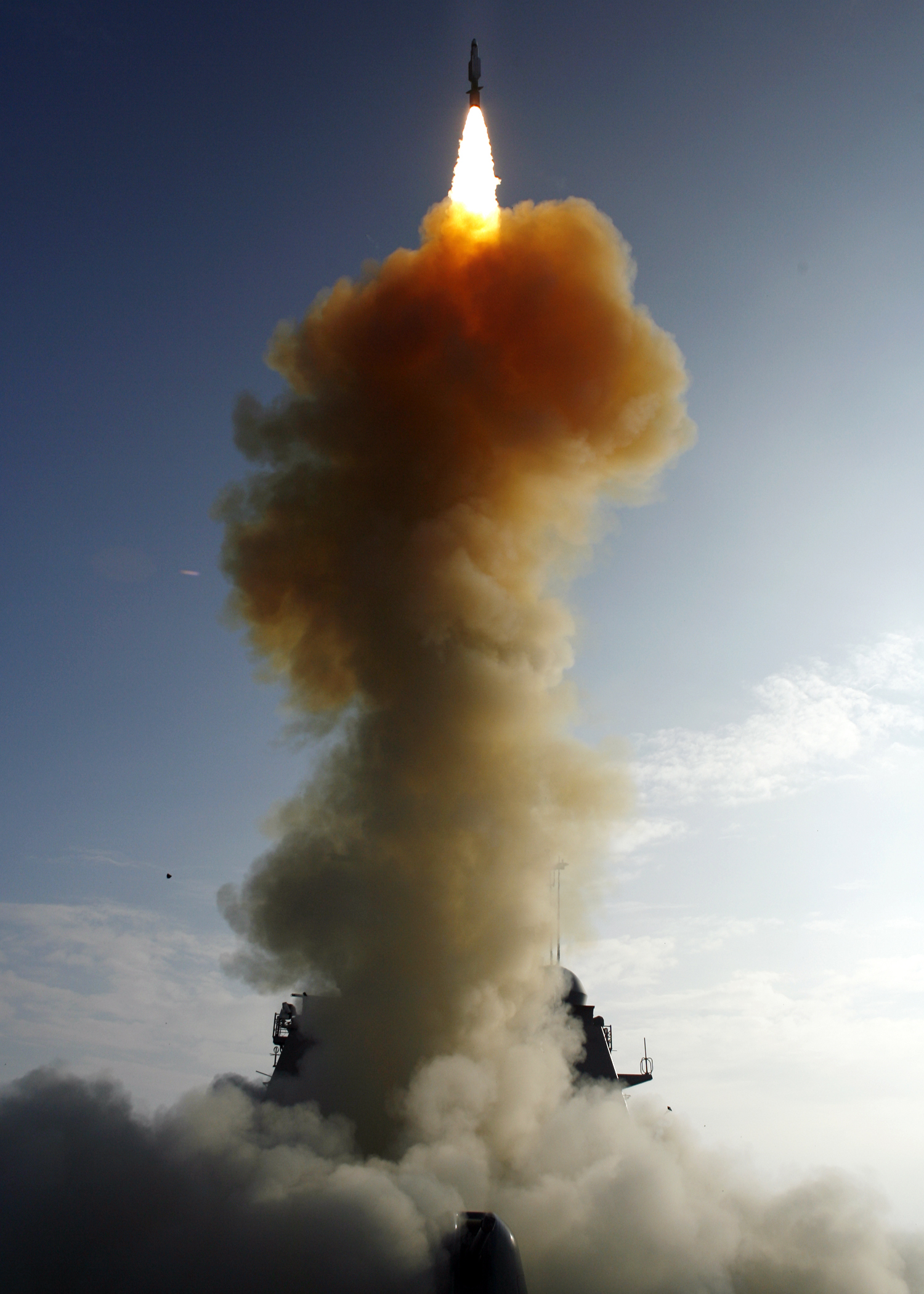
Die SM-3-Rakete kurz nach dem Start
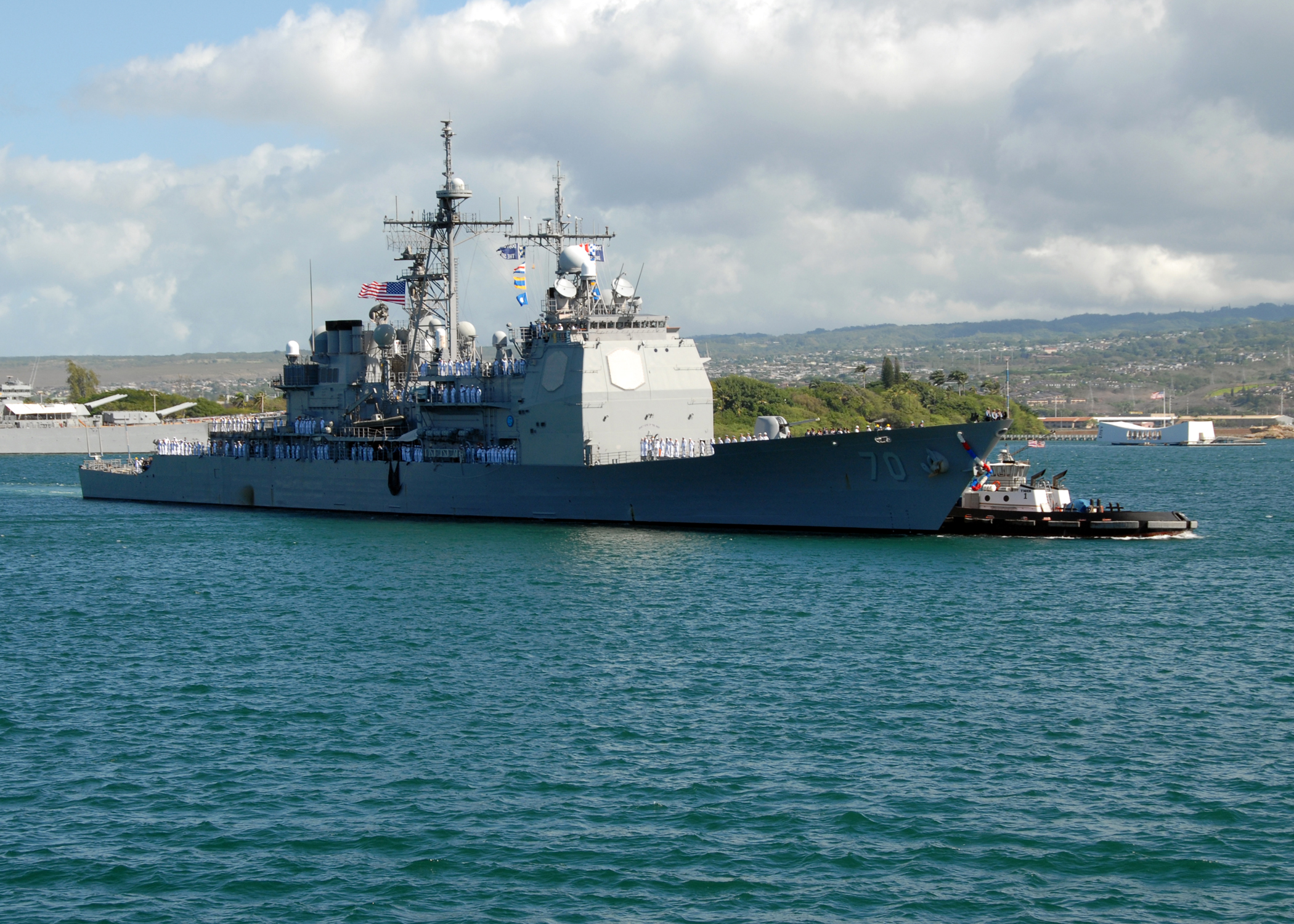
Lenkwaffenkreuzer Lake Erie

## Kritik am Abschuss

Diagramm des abnehmenden Weltraummülls, welcher durch den Abschuss entstand.

Das russische Verteidigungsministerium in Moskau äußerte den Verdacht, die USA wollten in Wahrheit die Wirksamkeit ihres Abwehrsystems gegen ballistische Raketen als Anti-Satelliten-Waffe testen und demonstrieren. Ein weiterer geäußerter Kritikpunkt ist die Gefährdung anderer Raumflugkörper durch Trümmerteile (siehe Weltraummüll) des Satelliten. Die Trümmer des Satelliten verbleiben noch eine gewisse Zeit in der Umlaufbahn, bevor sie in der Erdatmosphäre verglühen. Daher erfolgte der Abschuss nach der Rückkehr der Raumfähre Atlantis von ihrer Mission STS-122.
China sah durchaus eine Gefährdung durch Trümmer, die nicht in der Atmosphäre verglühen. Das chinesische Außenministerium forderte die USA daher auf, China und die internationale Gemeinschaft mit Informationen zu versorgen, um rechtzeitig reagieren zu können.